# Schödendorf

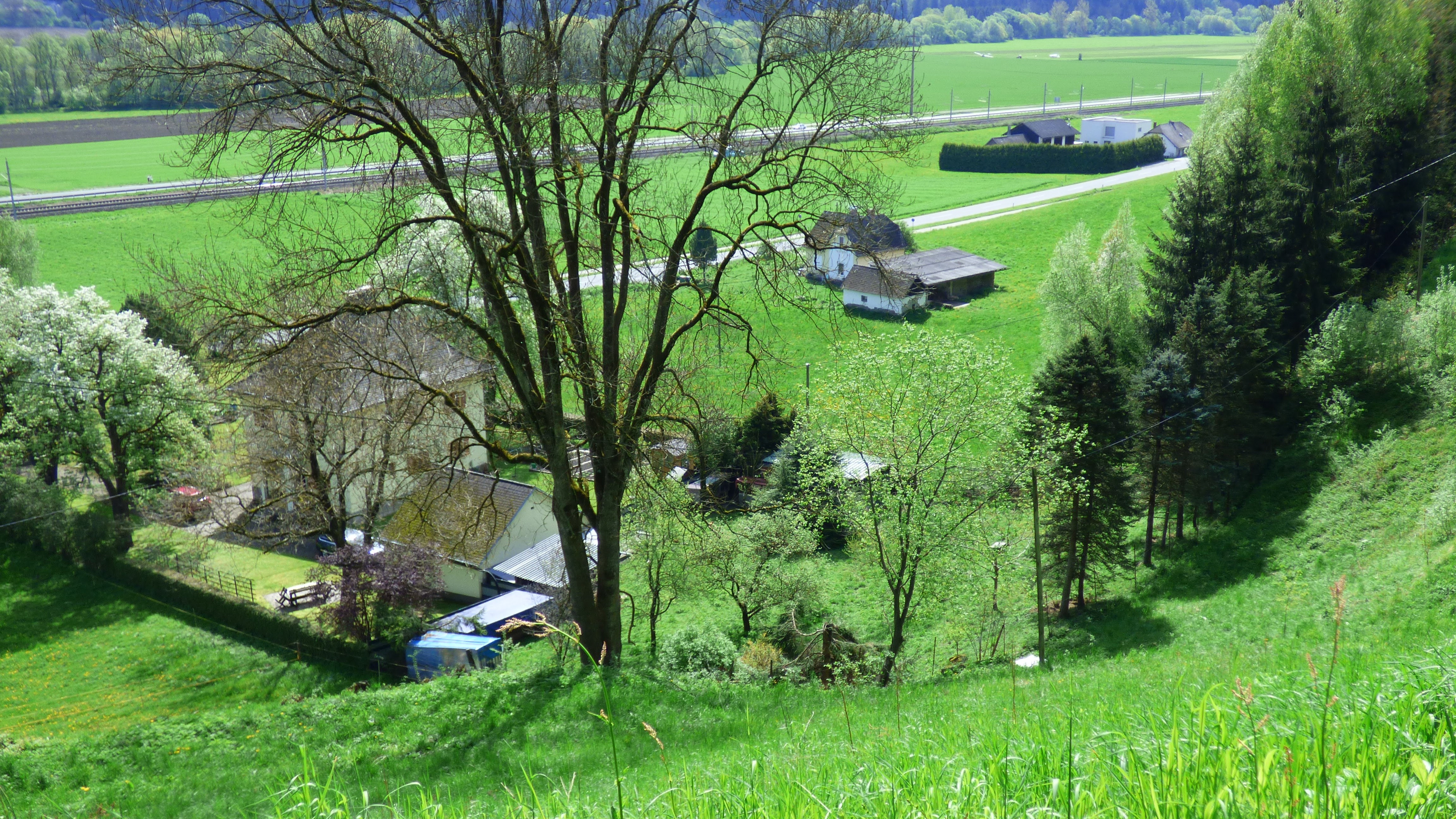
Häuser an der Metnitztalstraße

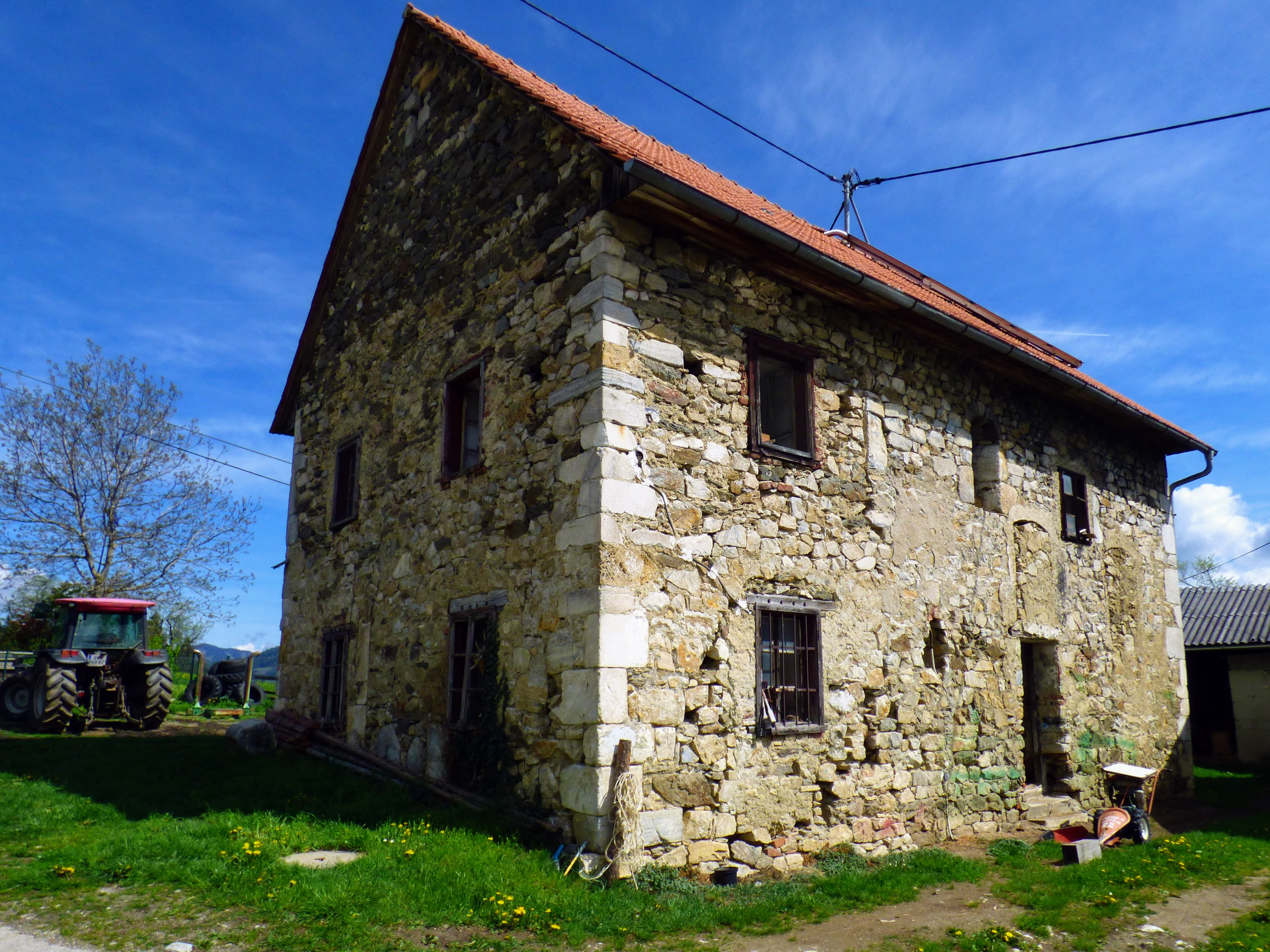
Ehemalige St.-Martins-Kirche

Schödendorf ist eine Ortschaft in der Gemeinde Micheldorf im Bezirk Sankt Veit an der Glan in Kärnten (Österreich). Die Ortschaft hat 25 Einwohner (Stand 1. Jänner 2024). Sie liegt auf dem Gebiet der Katastralgemeinde Micheldorf.

## Lage
Die Ortschaft liegt im Nordwesten der Gemeinde Micheldorf und erstreckt sich über eine Nord-Süd-Ausdehnung von fast 2 km. Zentrum der Ortschaft ist ein kleiner Weiler am Hang am Ostrand des Mödringbergzugs, etwa 150 Höhenmeter über dem Friesacher Feld, mit den Höfen Sepphube (Schödendorf Nr. 1), Schwarzenbacherhube (Nr. 5) und Zulehen (Nr. 8). Weiters gehören zur Ortschaft ein paar Häuser am Blochbauerweg an der Gemeindegrenze zu Friesach, unter anderem Sandnerkeusche (Nr. 3), Blochbauer (Nr. 5) und Lipp (Nr. 7), am Westrand des Friesacher Felds an der Metnitztal Straße L62 die Höfe Wendisch/Mauthaus (Schödendorf Nr. 6) und Teichwiese (Nr. 12), sowie ein paar Höfe in Streulage am Hang, darunter Wiesenbauer (Schödendorf Nr. 9) und die Kogelhube (Nr. 4) unweit von Micheldorf.

## Geschichte
Der Ort wird 1074 als Scherigendorf genannt; der Ortsname könnte sich von den Schergen (Henkern) ableiten, die sich hier weit außerhalb von Friesach ansiedelten. Es gab hier eine romanische St.-Martins-Kirche; Martin gilt als Schutzpatron der Verurteilten. Die Friesacher Richtstätte lag in der Nähe des heutigen Schödendorfer Blochbauerwegs. Die St.-Martins-Kirche wird 1605 als Filiale von Micheldorf genannt. Das Kirchengebäude wurde um 1800 in ein Bauernhaus umgebaut, die heutige Sepphube.
Auf dem Gebiet der Steuergemeinde Micheldorf liegend, gehörte Schödendorf in der ersten Hälfte des 19. Jahrhunderts zum Steuerbezirk Althofen (Herrschaft und Landgericht). Bei Gründung der Ortsgemeinden Mitte des 19. Jahrhunderts kam Schödendorf zunächst an die Gemeinde Friesach, 1892 an die damals neu errichtete Gemeinde Micheldorf. Im Zuge der Gemeindestrukturreform 1973 wurde die Gemeinde Micheldorf aufgelöst; Schödendorf kam zurück an die Gemeinde Friesach. 1992 wurde die Gemeinde Micheldorf wiedererrichtet, seither gehört Schödendorf wieder zur Gemeinde Micheldorf.

## Bevölkerungsentwicklung
Für die Ortschaft ermittelte man folgende Einwohnerzahlen:
- 1869: 8 Häuser, 60 Einwohner[3]
- 1880: 8 Häuser, 59 Einwohner[4]
- 1890: 8 Häuser, 52 Einwohner[5]
- 1900: 12 Häuser, 69 Einwohner[6]
- 1910: 12 Häuser, 84 Einwohner[7]
- 1923: 12 Häuser, 74 Einwohner[8]
- 1934: 92 Einwohner[9]
- 1961: 14 Häuser, 77 Einwohner[10]
- 2001: 15 Gebäude (davon 11 mit Hauptwohnsitz) mit 16 Wohnungen; 43 Einwohner und 4 Nebenwohnsitzfälle; 12 Haushalte; 0 Arbeitsstätten, 12 land- und forstwirtschaftliche Betriebe[11]
- 2011: 14 Gebäude, 37 Einwohner, 13 Haushalte, 3 Arbeitsstätten[12]
- 2021: 15 Gebäude, 26 Einwohner, 11 Haushalte, 8 Arbeitsstätten[13]